# La prova di Gilbert Pinfold
La prova di Gilbert Pinfold è un romanzo del 1957 di Evelyn Waugh.
Diversi paralleli possono essere tratti tra gli eventi del romanzo, coinvolgenti il protagonista Gilbert Pinfold, e gli episodi della vita stessa dell'autore. Infatti, Waugh ammise che "le esperienze di Gilbert Pinfold sono quasi esattamente le mie", riferendosi a quel periodo di vita come "la mia tarda pazzia".
A Waugh venne consigliato di scrivere il libro dal primario del dipartimento psichiatrico del St Bartholomew's Hospital, che interpretò le voci che Waugh sentiva come allucinazioni causate da un prolungato consumo di una miscela di fenobarbitone e alcol.
Il romanzo venne pubblicato in diverse versioni per il mercato britannico e quello americano, in particolare riguardo alle invettive razziste pronunciate dalle voci allucinatorie, che vennero rimosse dalla versione statunitense.

## Trama
Gilbert Pinfold è un romanziere cattolico di mezza età prossimo ad un esaurimento nervoso. Cercando di curare i nervi, Pinfold si serve abbondantemente di bromuro, cloralio e crème de menthe. Pinfold prenota un viaggio sulla SS Caliban, con la speranza di fare una buona vacanza, ma la sua crisi peggiora e impazzisce. Comincia a sentire voci, ma non riesce a capire se sono a causa dei farmaci o se è vittima di un macchinario sovietico che gli irradia il cervello di onde radio a bassa frequenza.

## Edizioni italiane
- La prova di Gilbert Pinfold, traduzione di Paolo Lepri, Collana Prosa del Novecento n.3, Milano, SE, 1987, ISBN 978-88-771-0078-8.
- La prova di Gilbert Pinfold, traduzione di Ottavio Fatica, Prefazione di Mario Fortunato, Collana Tascabili n.1261, Milano, Bompiani, 2014, ISBN 978-88-452-7543-2.